# Arcturides cornutus
Arcturides cornutus is een pissebed uit de familie Arcturididae. De wetenschappelijke naam van de soort is voor het eerst geldig gepubliceerd in 1882 door Studer.